# جسیکا آندراژ
جسیکا آندراژ (انگلیسی: Jéssica Andrade؛ زادهٔ ۲۵ سپتامبر ۱۹۹۱) ورزشکار هنرهای رزمی ترکیبی اهل برزیل است. وی از سال ۲۰۱۱ میلادی تاکنون مشغول فعالیت بوده‌است.
آندراژ در حال حاضر در بخش‌های وزن کاه و مگس وزن زنان مسابقات سازمان یواف‌سی رقابت می‌کند، جایی که او قهرمان سابق وزن کاه زنان یواف‌سی است. در تاریخ ۶ مه ۲۰۲۵، او در رتبه‌بندی دسته وزن کاه زنان یواف‌سی رتبه ۵ و در تاریخ ۱۳ مه ۲۰۲۵، رتبه ۹ را در رتبه‌بندی وزن مگس زنان یواف‌سی دارد.